# Friedrich Maximilian von Klinger

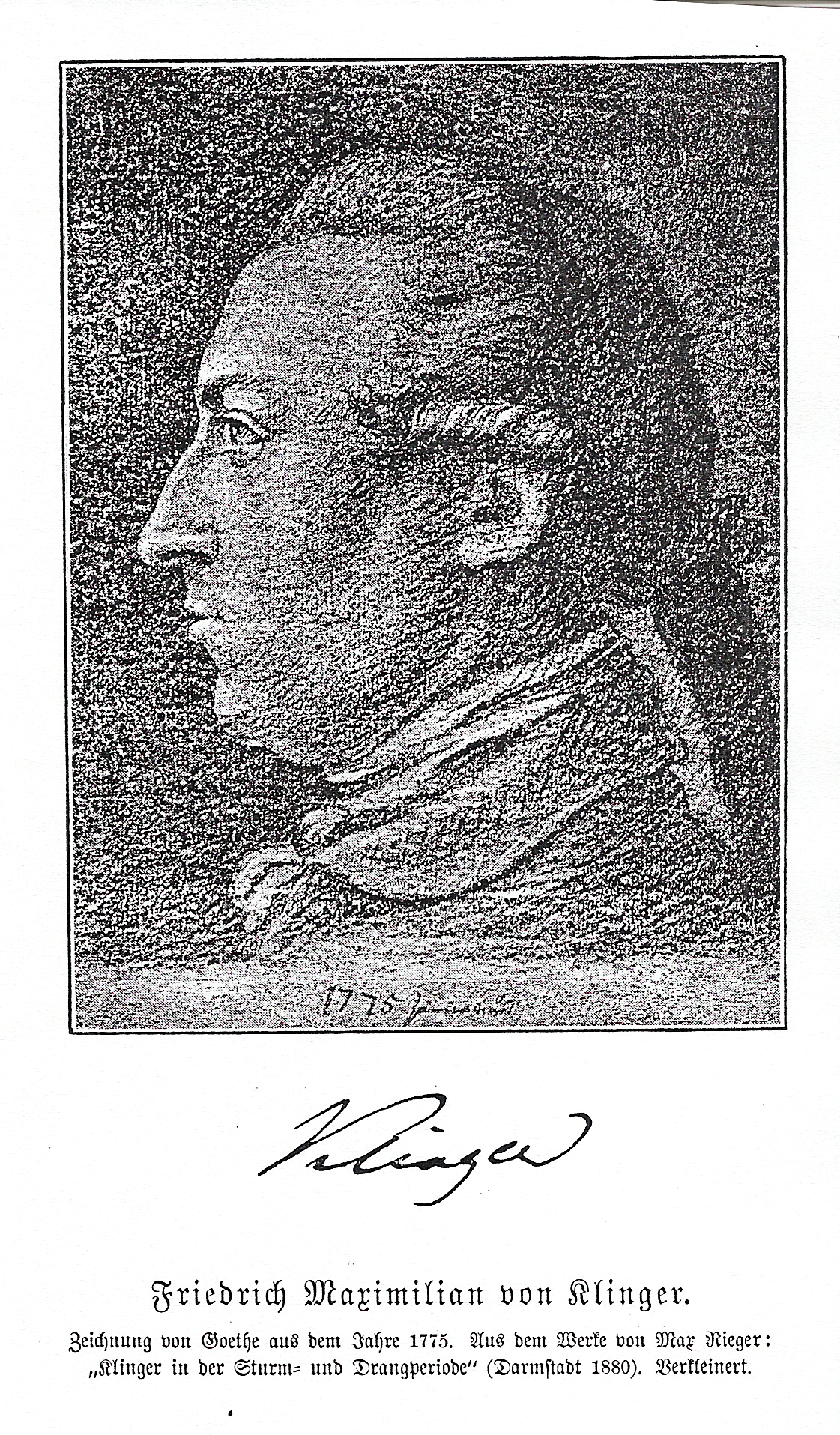
Friedrich Maximilian Klinger efter en kritteckning av Johann Wolfgang von Goethe.

Friedrich Maximilian von Klinger, född 17 februari 1752 i Frankfurt am Main, död 9 mars 1831 i Dorpat i Kejsardömet Ryssland (nu Tartu i Estland), var en tysk romanförfattare  och  dramatiker.

## Biografi
Klinger fick 1772  tillträde till den unge Goethes "kraftgenialiska" krets, studerade 1774–1776 juridik vid universitetet i Giessen, vistades samma år någon tid i Weimar och fick kort därefter anställning som manusförfattare vid Abel Seylers teater, som han 1778 lämnade för att som löjtnant vid en österrikisk  frikår delta i bayerska arvföljdskriget. Han trädde 1780 i rysk tjänst, först som ordonnansofficer och föreläsare hos storfurst Paul. I Ryssland följde befordringar och utmärkelser snabbt på varandra. Han blev 1801 chef för adliga kadettkåren, 1802 chef för pagekåren, 1803 kurator för Dorpats kejserliga universitet, adlades 1806 och utnämndes 1811 till generallöjtnant. 1817-20 nedlade han sina ämbeten. 
Med Goethe brevväxlade han åter från 1801. Klinger var en av de ivrigaste och mest uthålliga förkunnarna av Rousseaus naturevangelium. I början stormande och rebellisk i liv och diktning, mognade han småningom till sans, utan att någonsin uppge något av sin starka idealism, men slöt sig med tiden alltmera inom sig själv i stoiskt världsförakt. Klinger skrev sina dramer på prosa. I dem, som författades före 1780, framträdde ett måttlöst braskande med översvallande livskraft och en upprorisk strävan efter att nedbryta den sociala, sedliga och konstnärliga traditionens gränser. Med förkärlek tecknas brottsliga eller svaga furstar, politiska revolutionärer och emanciperade, starka kvinnokaraktärer. Särskilt gärna skildrar han sådana karaktärer, som genom någon brottslig gärning brutit med samhället, men innerst är ädla naturer. Mest betydande bland dessa dramer är Sturm und drang (1776), som gav sitt namn åt hela det vittra tidsskedet i Tyskland, samt Die Zwillinge (samma år). 
Under sin första tid i Ryssland fullföljde Klinger sitt dramatiska författande, men i en mera dämpad ton, som bland annat det historiska dramat Konradin (1784), Damokles (1790) och Medea auf dem Kaukasus utvisar. Större betydelse har dock hans 1791-1805 skrivna episk-didaktiska romaner, som handlar om stora politiska och sociala frågor, brännmärker världsligt och andligt tyranni, patologiskt blottar samhällets problem och avhandlar medlen för deras botande. Bland dessa romaner märks Fausts Leben, Thaten und Höllenfahrt (1791; Doktor Fausts leverne, gärningar och helvetesfärd, 1801, vilken översättning, utförd av E.M. Lindströmer, föranledde ett för tidsförhållandena betecknande tryckfrihetsåtal), Geschichte Raphaels de Aqvillas (1793; Rafael de Aqvilas, 1798-99), Geschichte Giafars des Barmeciden (1792; Dschafar, 1821), Die Reisen vor der Sundfluth (1795; Resor före syndafloden, 1799), Der Faust der Morgenländer oder Wanderungen Ben Hafis (1797; Österländernas Faust, 1831) samt slutligen Klingers tre bästa verk: Geschichte eines Teutschen der neuesten Zeit (1798), Der Welimann und der Dichter (samma år, i dialogform) och Betrachtungen und Gedanken über verschiedene Gegenstände der Welt und Literatur (1802-05). De sistnämnda tre arbetena tillhör den tyska litteraturens rikhaltigaste, men föga kända verk. Man har antagit, att några av Klingers fatalistiska verk haft inflytande på Almquist, men detta är inte säkert.